# 粉嶺低地
粉嶺低地是香港第二大的平原地形，僅次於元朗平原，位於新界大陸的東北部，屬梧桐河流域，平原中部有少量低矮丘陵地貌，地區行政上屬於北區，具體範圍即梧桐河和龍山的西面，大刀刃山系的北面，雞公嶺至白石凹山嶺的東面，大石磨的南面，涵蓋粉嶺、上水、古洞和蕉徑的平原地貌，自數百年前已有大量村族在此定居，農畜業發達，1940年代末有大量來自中國大陸的難民在此落腳並形成大量寮屋村落，其中部於1980年代發展成粉嶺／上水新市鎮，並將在2018年後向古洞和梧桐河畔擴展。